# Jatobá do Piauí
Jatobá do Piauí é um município brasileiro do estado do Piauí.

## História

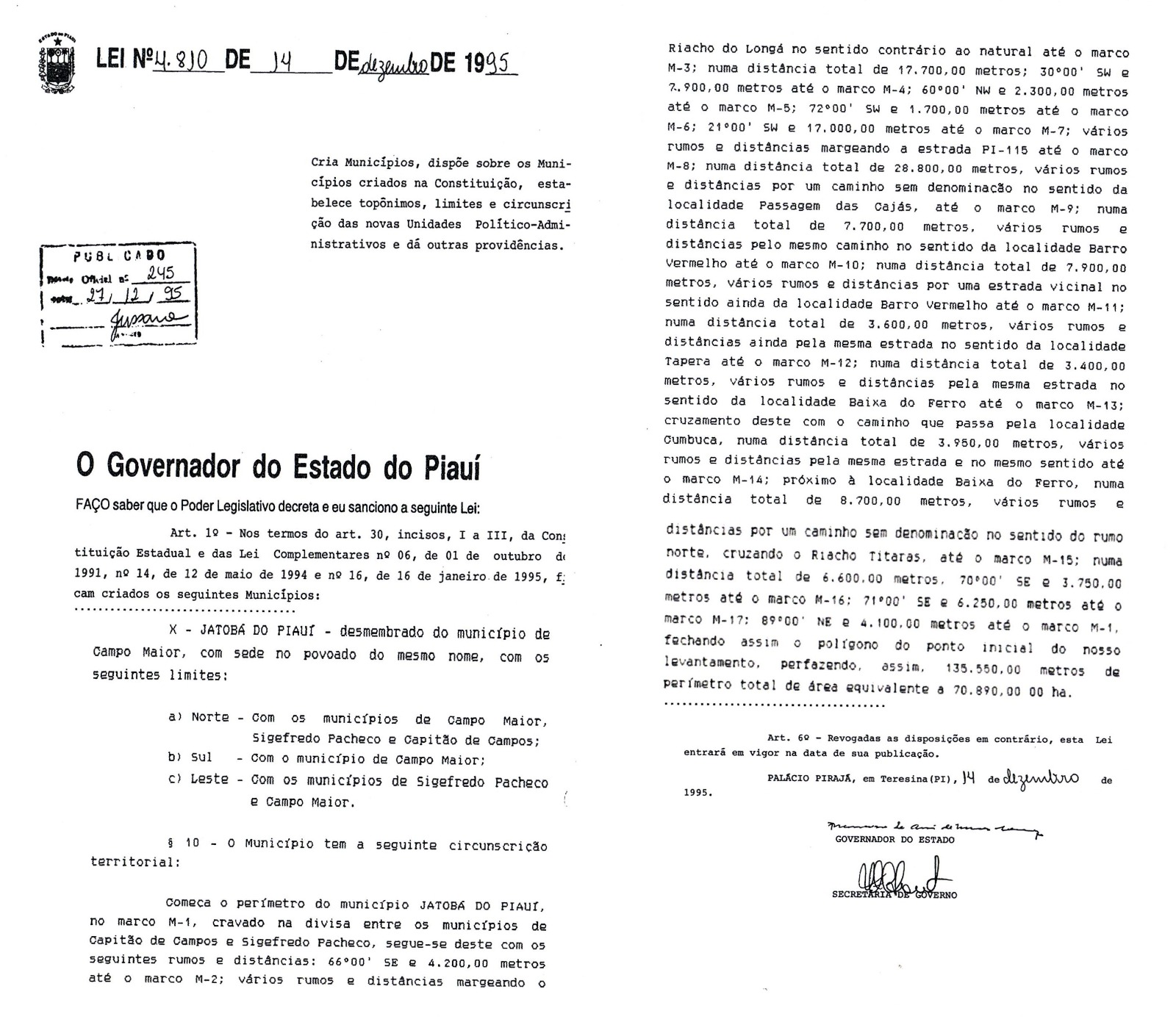
Lei estadual de criação do município.

O município de Jatobá do Piauí foi criado pela lei estadual nº 4810 , de 14 de dezembro de 1995, sendo sua área proveniente do município de Campo Maior. Instalado em 1º de janeiro de 1997, com a posse do primeiro prefeito eleito.
Com 4.523 habitantes em 2007,  sua taxa de crescimento populacional foi de 0,71 % ano entre 2000 e 2007, menor que a estadual que é de 0,97 % e menor que a nacional que é de 1,21 %.
Sua principal fonte de renda é o cultivo da melancia - o maior produtor do estado.

## Geografia
Localiza-se a uma latitude 04º46'16" sul e a uma longitude 41º49'04" oeste, estando a uma altitude de 240 metros. Área territorial: 664,51 km². Limites territoriais: norte: Milton Brandão, Capitão de Campos  – Piauí; sul: (Sigefredo Pacheco) – Piauí; leste: Milton Brandão e Sigefredo Pacheco – Piauí; oeste: Campo Maior, Cocal de Telha – Piauí. População 4.314, domicílio 1.035, famílias 1.124. Urbana 657, 15,2%. Rural, 3.657, 84,8%. Sua população estimada em 2004 era de 4.495 habitantes.

## Política
- Ver: Lista de prefeitos de Jatobá do Piauí

## Cultura

### Biblioteca municipal

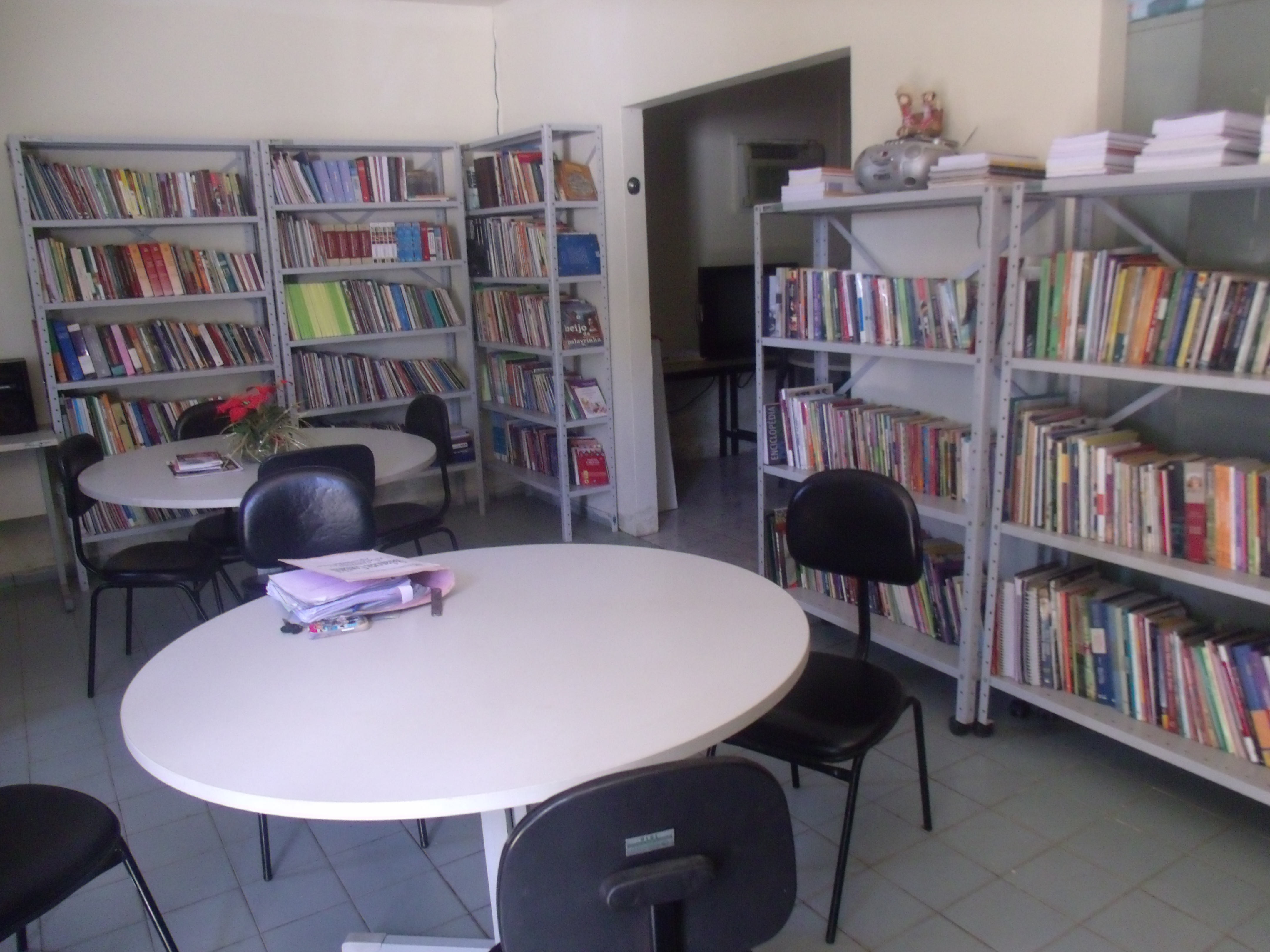
Vista de acervos literários na biblioteca de Jatobá do Piauí.

No município há a "Biblioteca Municipal Luz do Saber" que foi criada pela prefeitura do município em parceria com a Biblioteca Estadual do Piauí e com o Sistema Nacional de Bibliotecas Públicas e foi inaugurada em 30 de abril de 2010.

## Galeria de imagens

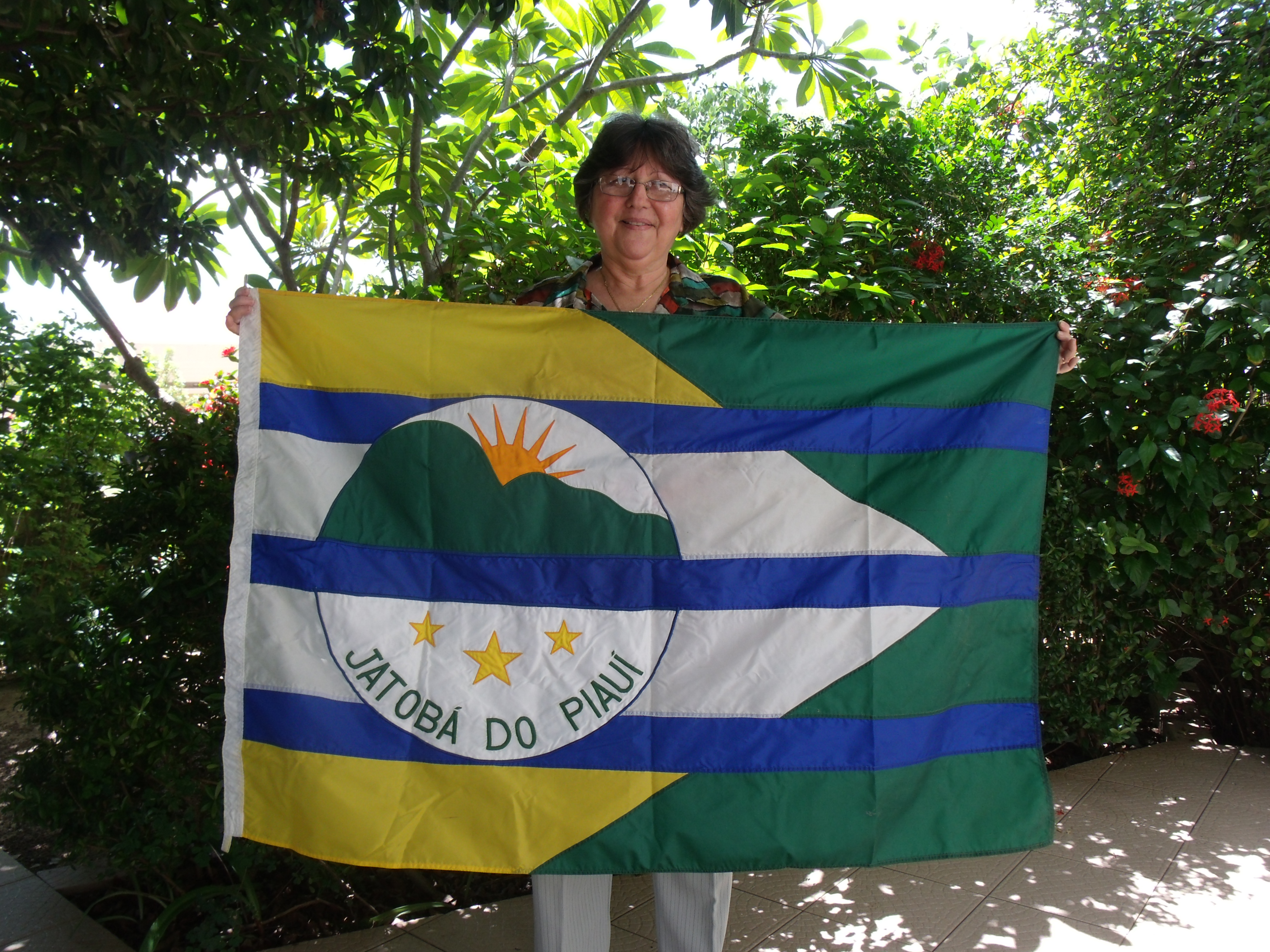
Bandeira de Jatobá do Piauí ostentada nas mãos da autora do desenho, pintora Avelina Rosa.
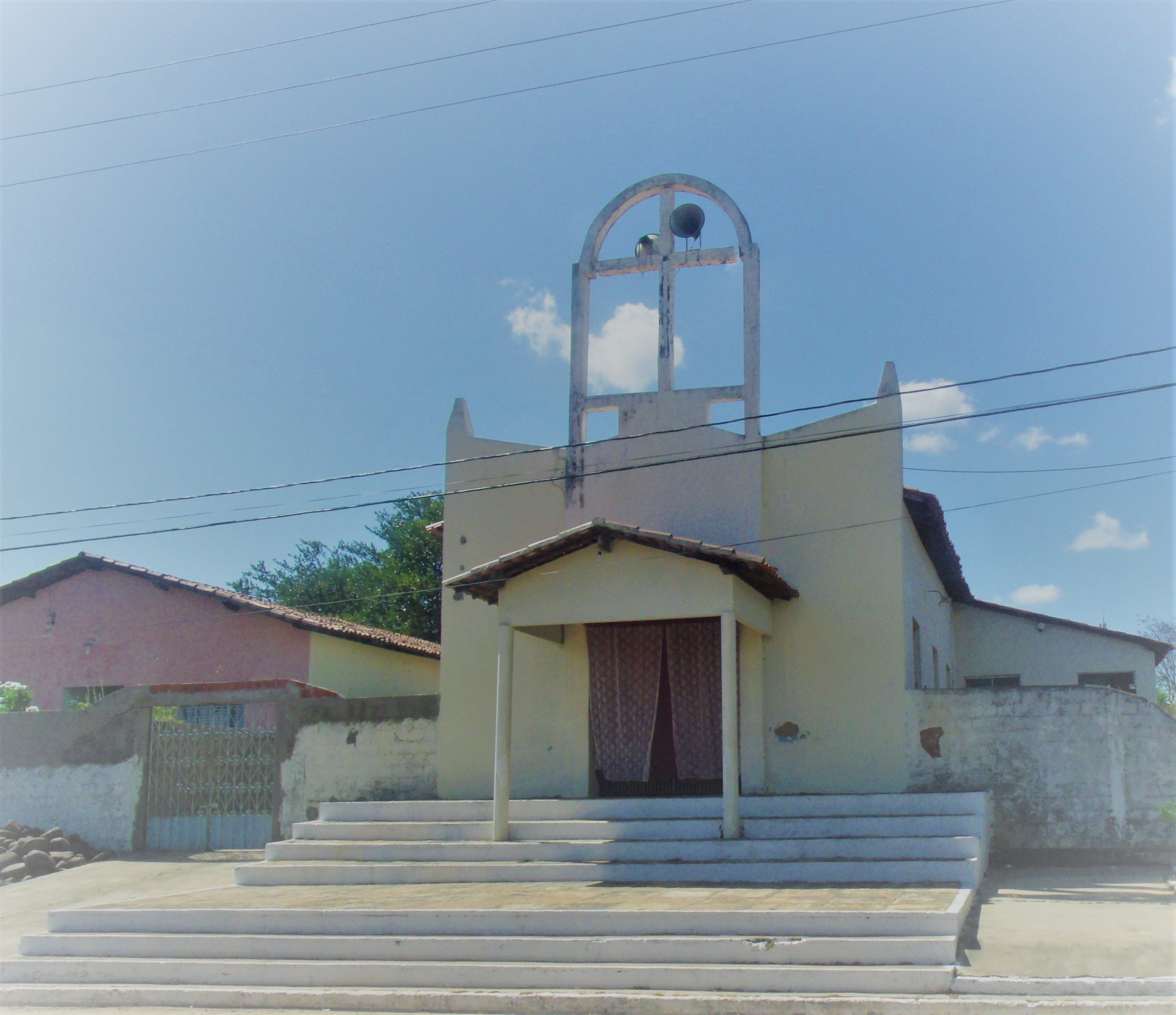
Igreja matriz.
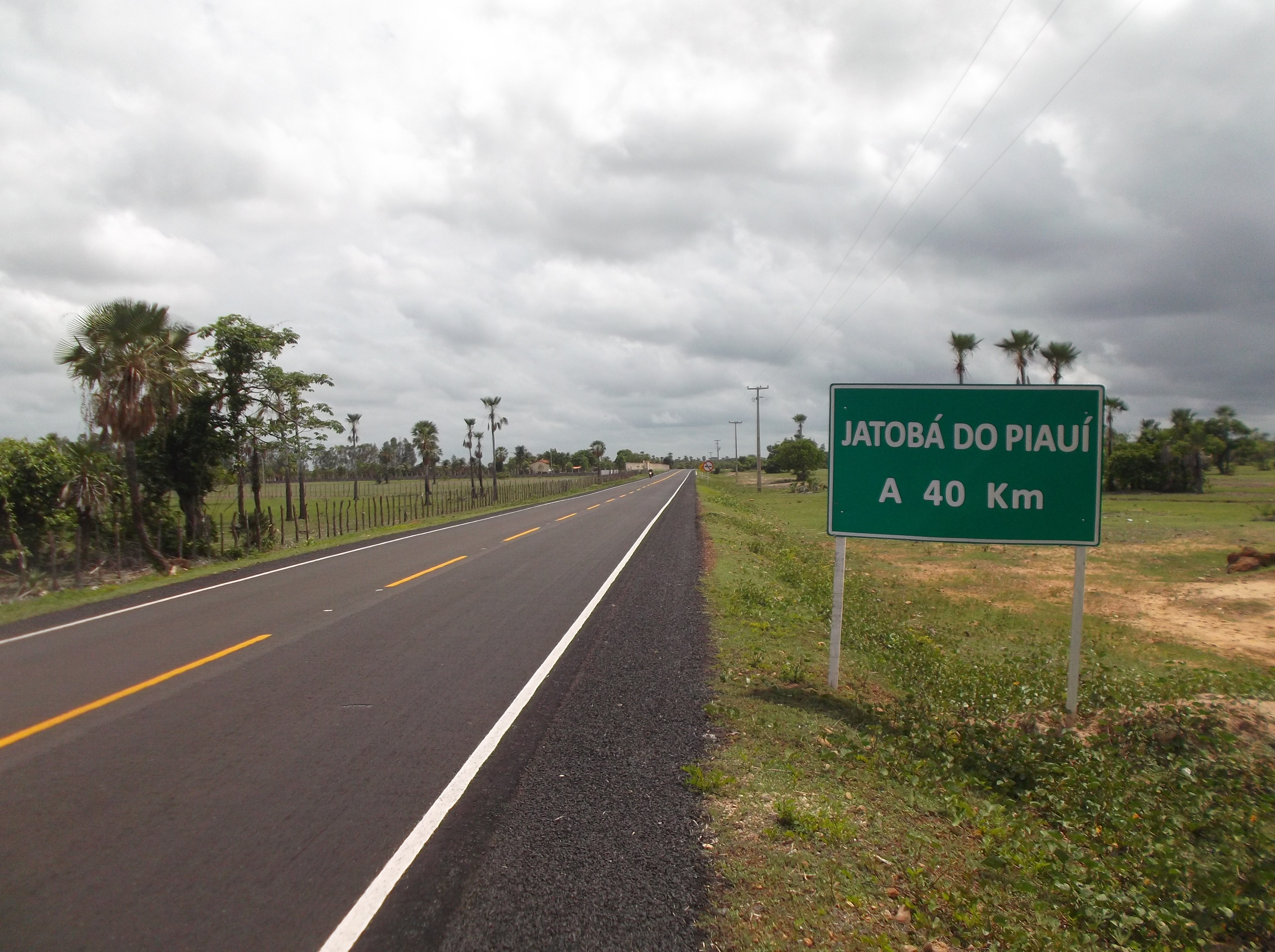
PI-320 que cruza Jatobá do Piauí
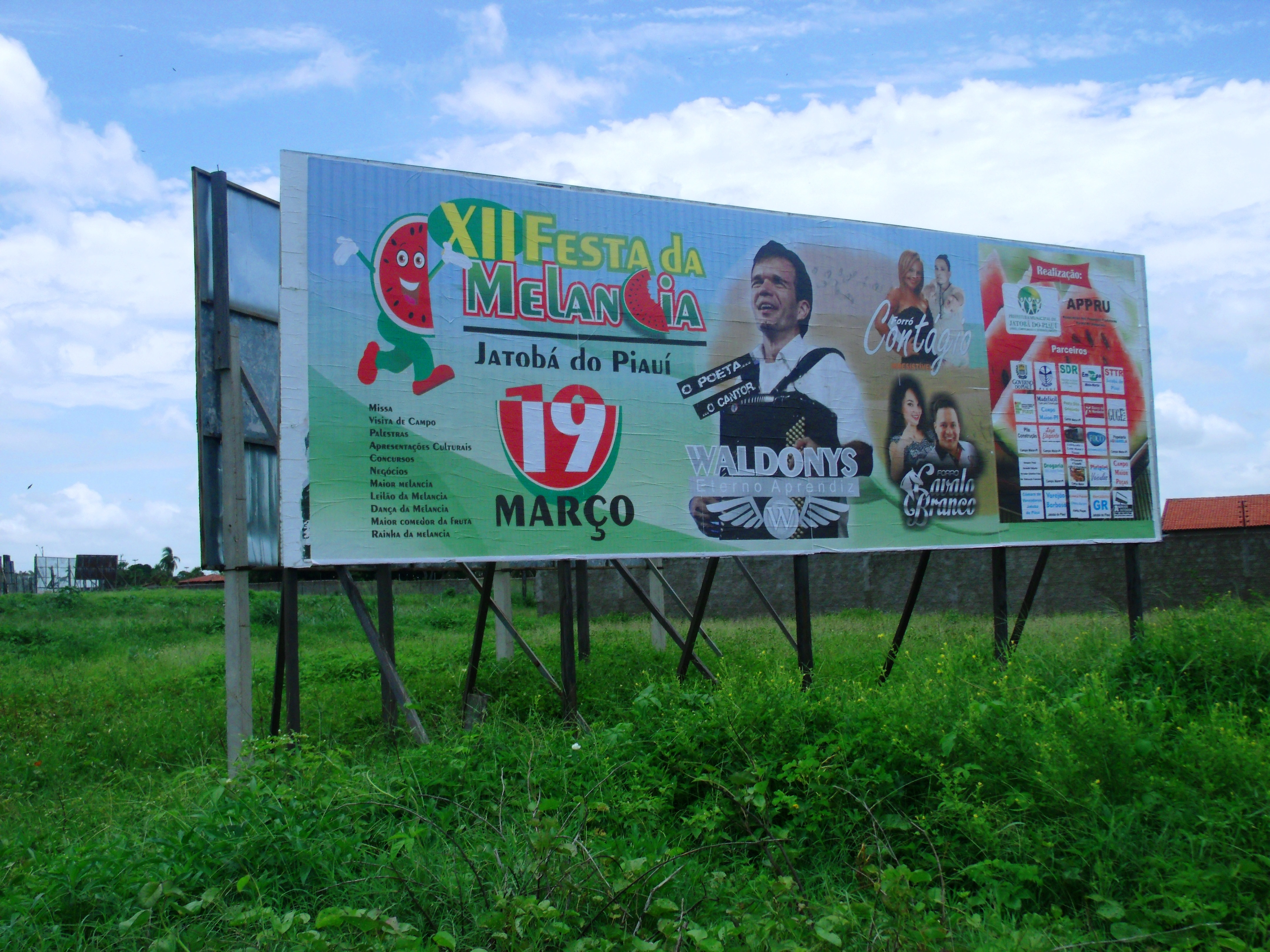
Outdoor da 19ª edição da Festa da Melancia, um evento típico do calendário cultura do município
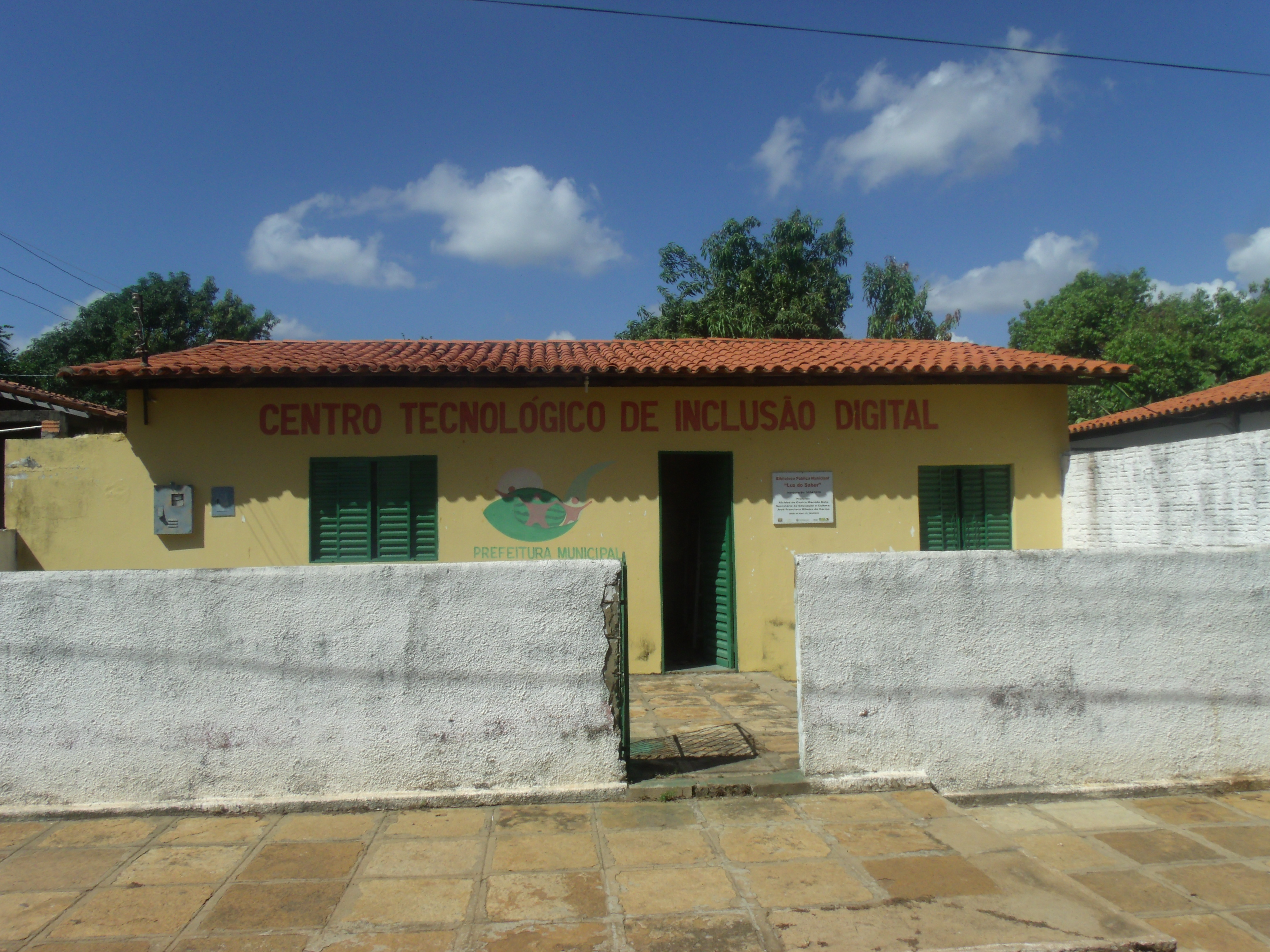
Biblioteca Municipal Luz do Saber